# Jeździectwo na Letnich Igrzyskach Olimpijskich 1936 – ujeżdżenie drużynowo
Konkurencja ujeżdżenia podczas XI Letnich Igrzysk Olimpijskich została rozegrana w dniach 12 - 13 sierpnia 1936 roku.

## Wyniki
Do wyników ujeżdżania drużynowego zaliczane są wyniki trzech zawodników z danego kraju jakie uzyskali podczas rywalizacji indywidualnej.
| Pozycja | Kraj                                                                           | Koń                             | Wynik                   | Wynik         | Łącznie |
| Pozycja | Kraj                                                                           | Koń                             | ocena indywidualna      | ocena drużyny | Łącznie |
| ------- | ------------------------------------------------------------------------------ | ------------------------------- | ----------------------- | ------------- | ------- |
| 1.      | III Rzesza · Heinz Pollay · Friedrich Gerhard · Hermann von Oppeln-Bronikowski | Korons Absinth Gimpel           | 1760,0 1745,0 1568,5    | 5074,0        |         |
| 2.      | Francja · André Jousseaume · Gérard de Balorre · Daniel Gillois                | Favorite Debaucheur Nicolas     | 1642,5 1634,0 1569,5    | 4846,0        |         |
| 3.      | Szwecja · Gregor Adlercreutz · Sven Colliander · Folke Sandström               | Teresina Kal XX Pergola         | 1675,00 1530,50 1455,00 | 4660,50       |         |
| 4.      | Austria · Alois Podhajsky · Albert Dolleschall · Arthur von Pongrácz           | Nero Infant Georgine            | 1721,5 1476,0 1430,0    | 4627,5        |         |
| 5.      | Holandia · Pierre Versteegh · Gerard le Heux · Daniël Camerling Helmolt        | Ad Astra Zonnejte Wodan         | 1579,0 1422,0 1381,0    | 4382,0        |         |
| 6.      | Węgry · Gusztáv von Pados · László von Magasházy · Pál Kémery                  | Fiscur Tücsök Csintalan         | 1424,0 1415,5 1250,5    | 4090,0        |         |
| 7.      | Norwegia · Arthur Qvist · Eugen Johansen · Bjørn Bjørnseth                     | Jaspis Sorte Mand Invictus      | 1438,0 1388,0 1224,5    | 4050,5        |         |
| 8.      | Czechosłowacja · František Jandl · Matěj Pechman · Otto Schöniger              | Nestor Ideal Helios             | 1453,0 1319,0 1254,0    | 4026,0        |         |
| 9.      | Stany Zjednoczone · Stanton Babcock · Isaac Kitts · Hiram Tuttle               | Olympic American Lady Si Murray | 1330,5 1265,0 1233,0    | 3828,5        |         |